# 前列腺素G2
前列腺素G2是一種有機过氧化物，是一種前列腺素。該化合物可以分離成固體，但是它通常體內使用。它會迅速轉換成前列腺素H2。這個過程可以被COX酶催化。 
前列腺素G2由脂肪酸花生四烯酸生產。所經過的氧合作用需要环氧合酶。它會將兩個O2分子放入受體酸的C-H鍵。